# Jimmy Conlin
Jimmy Conlin, född 14 oktober 1884 i Camden, New Jersey, död 7 maj 1962 i Encino, Kalifornien, var en amerikansk skådespelare. Conlin medverkade i nära 150 Hollywoodfilmer, för det mesta i småroller och vid många tillfällen inte nämnd i filmernas förtexter. Han medverkade i många av gode vännen Preston Sturges filmer, och det var också för denna regissör han gjorde sina största filmroller.

## Filmografi i urval
- 1940 – Dans efter noter
- 1940 – Skojare gör karriär
- 1941 – Med tio cents på fickan
- 1942 – Dårarnas paradis
- 1942 – Skogens hjältar
- 1944 – Ja, må han leva!
- 1947 – Åh, en sån onsdag
- 1947 – Tvålfagra löften
- 1950 – The Great Rupert
- 1959 – Analys av ett mord